# Fareed Ahmad (Cricketspieler)
Fareed Ahmad Malik (* 10. August 1994 in Nangarhar, Afghanistan) ist ein afghanischer Cricketspieler, der seit 2014 für die afghanische Nationalmannschaft spielt.

## Aktive Karriere
Ahmad gab sein Debüt in der Nationalmannschaft in der ODI-Serie im Dezember 2014 in den Vereinigten Arabischen Emiraten. Jedoch sollte es zwei Jahre dauern, bis er wieder zurück ins Team kam und bei der Tour in den Vereinigten Arabischen Emiraten im Dezember 2016 sein Twenty20-Debüt gab. Bei einem darauf folgenden Acht-Nationen-Turnier erreichte er im Halbfinale gegen Oman 3 Wickets für 35 Runs. Im März folgten in der ODI-Serie gegen Irland 3 Wickets für 65 Runs. Doch kam er in der Folge nur vereinzelt zum Einsatz. Im Juni 2022 erzielte er bei der ODI-Serie in Simbabwe 3 Wickets für 56 Runs. Zwei Monate später erzielte er in Irland in den Twenty20s drei Wickets (3/31) und wurde für den Asia Cup 2022 nominiert. Dort gelangen ihm gegen Pakistan ebenfalls drei Wickets (3/31), wobei er eine Geldstrafe erhielt, als er mit pakistanischen Spielern aneinandergeraten war. Beim ICC Men’s T20 World Cup 2022 absolvierte er zwei Spiele, konnte jedoch nicht herausragen. Bei den Asienspiele konnte er im Oktober 2023 gegen Pakistan 3 Wickets für 15 Runs erreichen. Bei der Twenty20-Serie in Indien im Januar 2024 gelangen ihm ebenfalls drei Wickets (3/20).